# Curruca boehmi
Curruca boehmi là một loài chim trong họ Sylviidae.

## Phân loài
Danh sách phân loài:
- C. b. boehmi (Reichenow, 1882) – Nam Kenya và đông bắc, trung & tây nam Tanzania
- C. b. marsabit (van Someren, 1931) – Bắc trung Kenya
- C. b. somalica (Friedmann, 1928) – Bắc trung, đông & tây nam Ethiopia, tây bắc Somalia và đông bắc Kenya